# Pożyczka podporządkowana
Pożyczka podporządkowana – pożyczka udzielana jednostce zależnej przez kontrolującą ją jednostkę dominującą (tzw. wierzyciela podporządkowanego). Charakteryzuje się ona tym, iż w przypadku upadłości, pożyczkodawca zaspokajany jest na końcu, co sprawia, że pożyczka ta cechuje się większym ryzykiem. Udzielana jest ona najczęściej poprzez obligacje podporządkowane emitowane przez podmiot zależny, a kupowane przez podmiot dominujący.
Najczęściej ten rodzaj pożyczki wykorzystują banki, pomagając w ten sposób w rozwoju swojej spółki zależnej. Dzieje się tak dlatego, że pożyczki podporządkowane są zdecydowanie tańszym źródłem kapitału niż emisja akcji.

## Pożyczka podporządkowana dla instytucji kredytowej
W przypadku instytucji kredytowej, stanowi ona nieskonsolidowane fundusze własne instytucji-pożyczkobiorcy. Jednocześnie pomniejsza ona fundusze własne instytucji-pożyczkodawcy (o ile posiada ona przynajmniej 10% udziały w jednostce biorącej pożyczkę).
Zobowiązania podporządkowane muszą spełniać następujące kryteria:
1. uwzględniane są jedynie środki w pełni wpłacone,
2. zaciągnięte pożyczki muszą mieć pierwotny termin wymagalności przynajmniej pięciu lat,
3. po okresie pięcioletnim pożyczka może być spłacana, pod warunkiem, że sukcesywnie będzie ograniczany jej udział w funduszu własnym,
4. pożyczka ta nie może być spłacona przed okresem pięcioletnim, chyba że:
  - nie została zakwalifikowana do funduszu własnego lub
  - zezwoli na to kompetentny organ nadzoru (w przypadku Polski – Komisja Nadzoru Finansowego),
  - spłata nie wpłynie ujemnie na wypłacalność pożyczkobiorcy,
  - z wnioskiem o spłatę wystąpi emitent (pożyczkodawca),
5. jeżeli pożyczka nie ma określonego terminu spłaty (udzielona jest na czas nieokreślony), może być ona spłacona dopiero po pięcioletnim okresie wypowiedzenia.